# (740) Кантабия
(740) Кантабия (лат. Cantabia) — астероид главного пояса, который относится к спектральному классу C. Он был открыт 10 февраля 1913 года американским астрономом Джоэлом Меткалфом в обсерватории Уинчестера. Название образовано от сокращённого латинского топонима Cantabrigia — перевода названия города Кембридж.

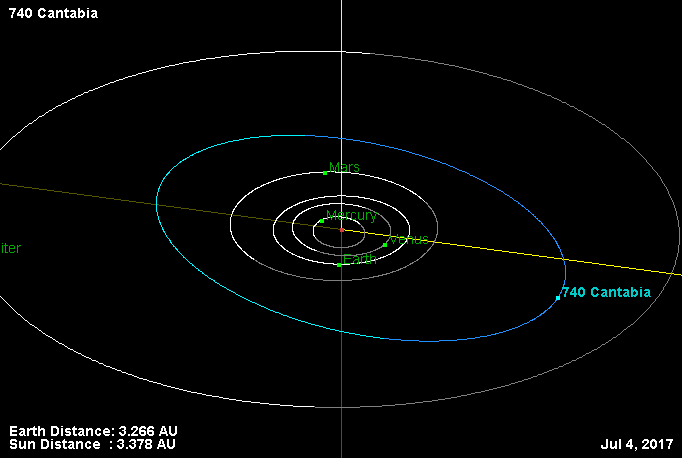
Орбита астероида Кантабия и его положение в Солнечной системе

Тиссеранов параметр относительно Юпитера — 3,200.